# San Pietro in Casale
San Pietro in Casale là một đô thị thuộc tỉnh Bologna trong vùng Emilia-Romagna nước Ý. Đô thị này có diện tích 65,8 km², dân số thời điểm 2005 là 10.837người.
Đô thị này có làng trực thuộc: Asia, Cenacchio, Gavaseto, Maccaretolo, Massumatico, Poggetto, Rubizzano, Sant'Alberto, San Benedetto.
Đô thị này có làng giáp các đô thị sau: Bentivoglio, Castello d'Argile, Galliera, Malalbergo, Pieve di Cento, San Giorgio di Piano.